# Ville Miettunen
Ville Miettunen (* 31. Oktober 1992 in Alapaakkola) ist ein ehemaliger finnischer Freestyle-Skier. Er startete in den Buckelpisten-Disziplinen Moguls und Dual Moguls.

## Werdegang
Miettunen startete im Februar 2007 in Krasnoe Ozero erstmals im Europacup und belegte dabei die Plätze 15 und 14. Im Freestyle-Skiing-Weltcup debütierte er zu Beginn der Saison 2009/10 in Suomu, wobei er den 51. Platz im Moguls errang. Im weiteren Saisonverlauf erreichte er mit Platz zwei im Moguls in Krasnoe Ozero seine beste Platzierung im Europacup. In der Saison 2010/11 wurde er bei den Weltmeisterschaften 2011 in Deer Valley im Moguls sowie Dual Moguls Achter und gewann bei den Juniorenweltmeisterschaften 2011 in Jyväskylä die Goldmedaille im Moguls-Wettbewerb. Zudem errang er dort den zehnten Platz im Dual Moguls. In der folgenden Saison kam er im Weltcup dreimal unter den ersten zehn und belegte mit dem 19. Platz im Moguls-Weltcup sein bestes Gesamtergebnis. Bei den Weltmeisterschaften 2013 in Voss fuhr er auf den 35. Platz im Moguls und auf den 16. Rang im Dual Moguls. In der Saison 2013/14 absolvierte er in Val St. Come seinen 35. und damit letzten Weltcup, welchen er auf dem vierten Platz im Moguls beendete und damit seine beste Platzierung im Weltcup errang. Beim Saisonhöhepunkt, den Olympischen Winterspielen 2014 in Sotschi, nahm er am Moguls-Wettbewerb teil, welchen er aber vorzeitig beendete.

## Erfolge

### Olympische Spiele
- Sotschi 2014: DNF Moguls

### Weltmeisterschaften
- 2011 Deer Valley: 8. Platz Moguls, 8. Platz Dual Moguls
- 2013 Voss: 16. Platz Dual Moguls, 35. Platz Moguls

### Weltcupwertungen
| Saison  | Gesamt | Gesamt | Moguls | Moguls |
| Saison  | Platz  | Punkte | Platz  | Punkte |
| ------- | ------ | ------ | ------ | ------ |
| 2009/10 | 143.   | 2      | 51.    | 16     |
| 2010/11 | 87.    | 8      | 23.    | 90     |
| 2011/12 | 78.    | 12     | 19.    | 153    |
| 2012/13 | 203.   | 3      | 40.    | 40     |
| 2013/14 | 143.   | 7      | 28.    | 80     |

### Europacup
- 2 Podestplätze

### Juniorenweltmeisterschaften
- Jyväskylä 2011: 1. Platz Moguls, 10. Platz Dual Moguls